# IAI Nesher
Israel Aircraft Industries Nesher (orzeł) – jednomiejscowy myśliwiec bombardujący, kopia Dassault Mirage 5. Znany też pod nazwą eksportową Dagger.

## Historia
Specjaliści wojsk powietrznych Izraela uważali, że elektronika Mirage III jest zbyt bogata dla warunków pogodowych Bliskiego Wschodu. Zażądano od Dassault Aviation zaprojektowania uboższej i tańszej wersji bez radaru. Wynikiem tych prac był Mirage 5, którego Izrael zamówił 50 egz. pod oznaczeniem Mirage 5J. Po wojnie sześciodniowej w 1967 roku, Francja nałożyła embargo na dostawy do Izraela. Przewidując tę możliwość rozpoczęto prace nad rozwojem Mirage IIIC i przystosowaniem go do zadań myśliwca przechwytującego i do zwalczania celów naziemnych. Izraelskie wojska lotnicze w krótkim terminie potrzebowały uzupełnienia strat poniesionych w 1967 roku. IAI zareagowały natychmiast projektem podobnego do Mirage 5 samolotu Nesher, który powstał w oparciu o konstrukcję płatowca Mirage IIIC. Techniczne szczegóły uzyskano dzięki pracy szpiegów Mosadu.
Według nowszych źródeł Francja, która przejęła już zbudowane dla Izraela Mirage 5J jako 5F w 1972 roku, zgodziła się dostarczyć w tajemnicy zestawy do zmontowania samolotów na miejscu przez IAI, w procederze miały brać również udział samoloty linii El Al lądujące w Mérignac, a w dokumentach miały być sklasyfikowane jako części zamienne do Mirage III. W ramach tej nieujawnionej licencji Izrael otrzymał pełną dokumentację techniczną, pozbawioną jednak planów kluczowych podzespołów tj. silników ATAR, które dostarczano kompletne. Izrael nielegalnie kupił plany tych silników od obywatela Szwajcarii, gdzie produkowano Mirage III na licencji. Wersja z wykradzeniem całej dokumentacji mogła powstać, aby wytłumaczyć obecność samolotów objętych embargiem w Izraelu. Francuzi skorzystali na nim sprzedając około 200 Mirage 5 do krajów arabskich.

## Służba
IAI zbudowały 61 szt. tego samolotu, z czego część wyeksportowano pod oznaczeniem Dagger do Argentyny. Ostatnie Neshery w służbie izraelskiej wycofano w 1980 roku. Te samoloty zastąpiła wersja rozwojowa IAI Kfir, powstała dzięki przychylności USA, które zapewniły amerykański silnik General Electric J-79.
10 sierpnia 1978 roku Argentyna kupiła 24 jednomiejscowe samoloty Dagger, które otrzymały numery od C-401 do C-424, dostarczone pospiesznie przed końcem  tego roku z uwagi na groźbę konfliktu z Chile. We wrześniu 1980 roku dokupiono jeszcze 11 samolotów jednomiejscowych i 2 dwumiejscowe (C-427 do C-439), dostarczone w maju kolejnego roku. Weszły w skład 6 Grupy Myśliwskiej (Grupo 6 de Caza). Samoloty te zostały użyte podczas wojny o Falklandy-Malwiny w 1982 roku, podczas której głównie używane były do ataków szturmowych na brytyjskie okręty bombami 250 kg i 500 kg, nie przenosząc rakiet powietrze-powietrze. Między innymi, uszkodziły 21 maja fregatę HMS „Ardent” (później zatopioną), a 8 czerwca uszkodziły fregatę HMS „Plymouth”. W kilku przypadkach bomby jednak nie wybuchły. Utracono 11 samolotów (w tym najwięcej – pięć 21 maja) i czterech pilotów. Dziewięć z nich zostało zestrzelonych przez myśliwce Sea Harrier, a dwa przez rakiety przeciwlotnicze: 21 maja przez Sea Cat lub Sea Wolf i 23 maja przez Rapier.

## Opis konstrukcji
Uzbrojenie
- 2 działka 30 mm i 4000 kg uzbrojenia podwieszanego na 1 węźle pod kadłubem i 6 pod skrzydłami.

## Użytkownicy
Chejl ha-Awir (1971–1980)
51 × „Nesher S“
10 × „Nesher T“
5 Nesher T sprzedano do Południowej Afryki w celu przebudowy na Atlas Cheetah D.
- 101 Eskadra IAF
- 113 Eskadra IAF
- 117 Eskadra IAF
- 144 Eskadra IAF
- 253 Eskadra IAF

 Fuerza Aérea Argentina (ex-izraelskie, 1978–2012)
35 × „Dagger A“
4 × „Dagger B“
Zmodernizowane po 1982 z awioniką i HUD z IAI Kfir C.2, przemianowane na Finger.